# Bataille de Haman
Guerre de Corée
Batailles
Bataille du périmètre de Busan :

Août :
- Masan
- Massacre de Bloody Gulch
- Battle Mountain
- Nakdong (1re)
- Pohang
- Daegu
- Bowling Alley
- Massacre de la colline 303

Septembre :
- Grande offensive du Nakdong
- Gyeongju
- Tabu-dong
- Ka-san
- Nakdong (2e)
- Yongsan
- Haman
- Rivière Nam

Contexte :
- Ordre de bataille
- Logistique

La bataille de Haman est un engagement dans le cadre de la bataille du périmètre de Busan entre les forces de l’ONU et celles de la Corée du Nord au début de la guerre de Corée ; elle se déroule du 31 août au 19 septembre 1950, à proximité du district de Haman en Corée du Sud. La bataille se termine par la victoire des Nations unies après que de nombreuses troupes des États-Unis et de la République de Corée ont repoussé une puissante attaque nord-coréenne contre la ville de Haman.
Dans une opération pour la défense de Masan au cours de la bataille de Masan, le 24e régiment d’infanterie de l’armée américaine s’étire longuement sur une crête à l’ouest de la ville, à Haman. Quand la 6e division de l’armée populaire de Corée attaque la ville, les troupes américaines se battent pour repousser l'avancée des Nord-coréens dans une bataille qui dure une semaine. Le 24e régiment d’infanterie étant tenu en échec, d’autres renforts américains sont amenés pour aider à repousser l’attaque. La bataille est longtemps indécise jusqu’à ce que l’ONU contre-attaque à Incheon, forçant l’armée nord-coréenne à se retirer de Masan.

## Contexte

### Le périmètre de Busan

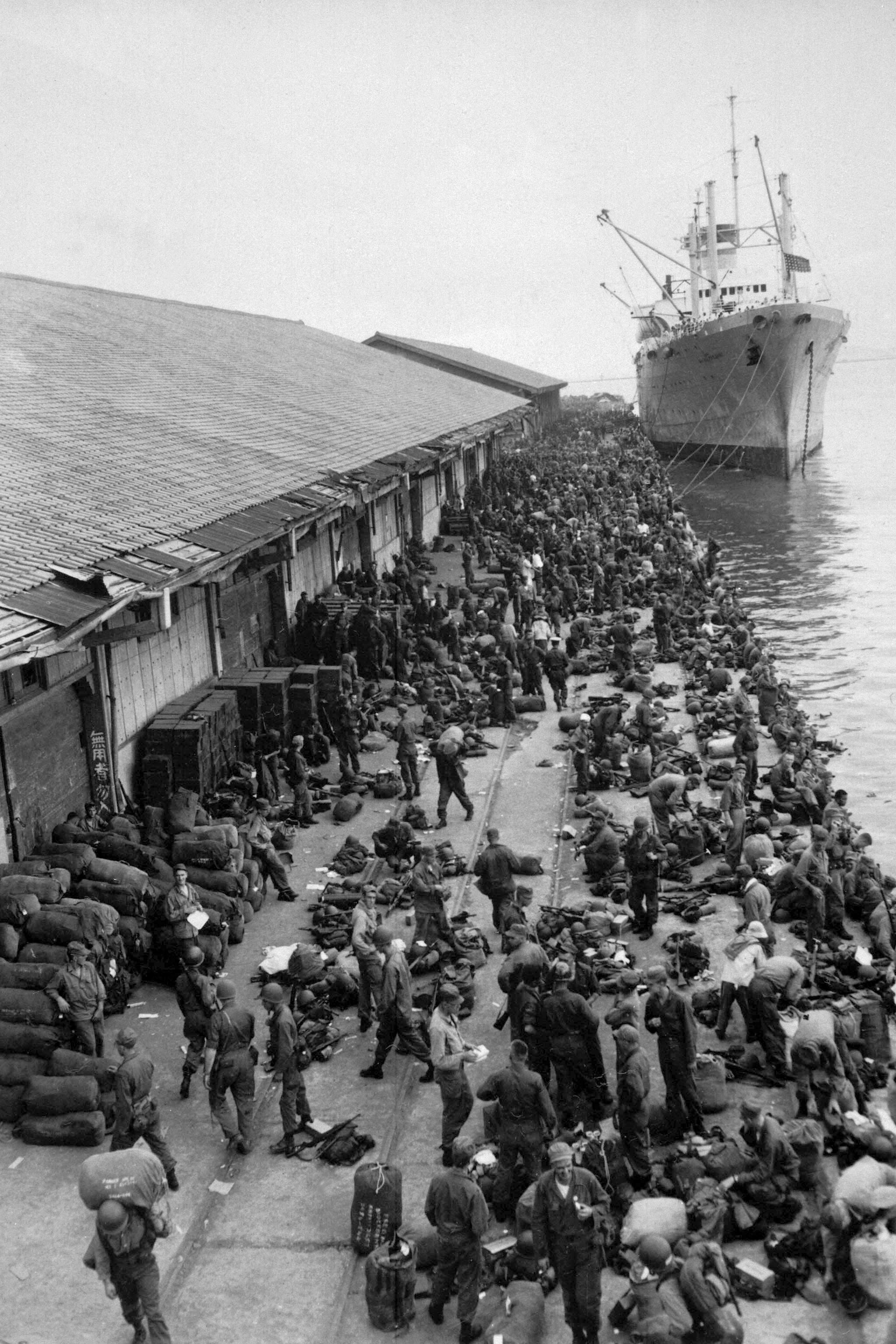
Les troupes américaines en cours de débarquement en Corée, le 6 août 1950.

Dès le début de la guerre de Corée et l'invasion de la Corée du Sud par le Nord, l'Armée populaire de Corée bénéficie d'une supériorité en homme et en équipement tant sur l'armée de terre de la République de Corée que sur les premières forces expédiées par l'Organisation des Nations unies afin d'empêcher l'effondrement de la Corée du Sud. La stratégie nord-coréenne est de poursuivre agressivement les forces des Nations unies et les forces sud-coréennes sur toutes les voies d'approche en direction du sud, attaquant de front et amorçant simultanément un mouvement en tenaille. Cela doit permettre aux Nord-Coréens d’encercler et de couper la retraite de l’ennemi, qui est alors forcé de se retirer en désordre, laissant derrière lui une grande partie de son matériel. De l'offensive initiale du 25 juin aux combats en juillet et début août, les Nord-Coréens utilisent cette stratégie pour vaincre efficacement toutes les forces de l'ONU qui doivent battre en retraite vers le Sud. Cependant, à partir de l’établissement du périmètre de Busan sous la responsabilité de la 8e armée des États-Unis en août, les troupes de l'ONU tiennent efficacement une ligne de défense continue que les troupes nord-coréennes ne peuvent percer ou contourner. La logistique nord coréenne plus faible et éloignée de ses bases ne peut suivre le système logistique mis en place par l'ONU à Busan (en) et leur avantage diminue chaque jour devant le nombre d'hommes et de matériel qui débarque sur le périmètre.
Quand les Nord-Coréens approchent du périmètre de Busan, le 5 août, ils tentent la même technique d'assaut frontal sur les quatre principales voies d'approche vers le périmètre. Tout au long du mois d'août, la 6e division nord-coréenne, et plus tard la 7e division engagent la 25e division d'infanterie américaine durant la bataille de Masan, repoussant d'abord une contre-offensive de l'ONU avant d'attaquer à Komam-ni et à Battle Mountain. La poussée bloque devant les forces de l'ONU, bien équipées et disposant de grandes réserves qui repoussent à plusieurs reprises les forces nord-coréennes. Au nord de Masan, la 4e division nord-coréenne et la 24e division d'Infanterie américaine s'affrontent dans la zone du Nakdong Bulge. Lors de la première bataille du Nakdong, la division nord-coréenne est incapable de tenir sa tête de pont sur la rivière face au grand nombre de troupes de réserve américaines qui tiennent bon et les repoussent, et le 19 août, la 4e division nord-coréenne est refoulée à travers le fleuve avec 50 pour cent de pertes,. Dans la région de Daegu, cinq divisions nord-coréennes qui tentent de prendre la ville sont repoussées par trois divisions de l'ONU à plusieurs reprises au cours de la bataille de Daegu,. Les combats sont violents en particulier dans la Bowling Alley où la 13e division nord-coréenne est presque anéantie. Sur la côte Est, trois autres divisions nord-coréennes sont repoussées par les Sud-Coréens à P'ohang-dong lors de la bataille de P'ohang-dong. Sur l’ensemble du front, les troupes nord-coréennes sont ébranlées par les défaites. Pour la première fois depuis le début du conflit leur stratégie ne fonctionne plus.

### La défense de Masan

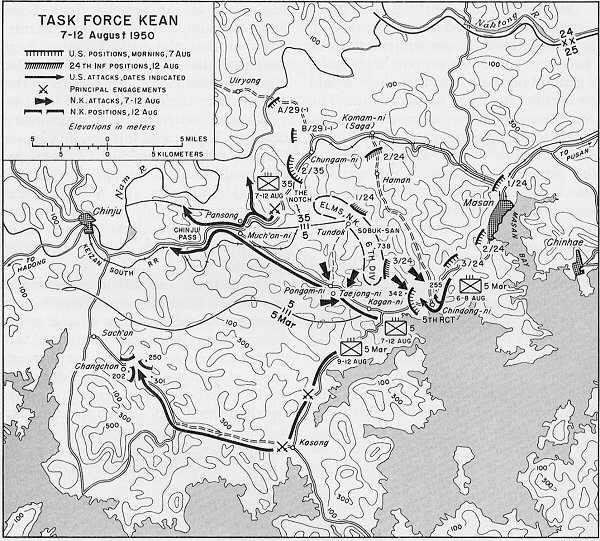
Les mouvements des troupes américaines et nord-coréennes autour de Masan en août 1950.

Le commandant de la 8e armée le lieutenant général Walton Walker ordonne à la 25e division d'infanterie sous les ordres du major général William B. Kean, de prendre des positions défensives sur le flanc sud du périmètre de Busan à l’ouest de Masan. Au 15 août, la 25e division d'infanterie tient ces positions. Le relief à proximité de Masan limite le choix des positions et le groupe de montagne à l'ouest de Masan est le premier terrain aisément défendable à l'est de la passe de Chinju. Les crêtes de 610 m des montagnes de Seobuksan (en) dominent la région et protègent la route de Komam-ni à Haman et à Chindong-ni qui est le seul moyen de communication nord-sud à l’ouest de Masan.
Au nord, de l'autoroute Masan - Chinju à la rivière Nam, il y a plusieurs positions facilement défendables. La meilleure est sur les hauteurs près de Chungam-ni qui contrôle l’important carrefour routier reliant la route de Masan avec celle qui suit la rivière Nam vers Uiryong. Il est aussi essentiel pour le flanc droit de la 25e division d'infanterie d’être connecté avec le flanc gauche de la 24e division d'infanterie à la confluence de la Nam et du Naktong. Par conséquent, la 25e division d'infanterie manœuvre également pour protéger l'intersection située à Komam-ni où la route Chindong-ni - Haman rencontre l'autoroute Masan - Chinju.
Pendant ce temps, la 6e division nord-coréenne est obligée d’attendre des renforts avant de poursuivre l'attaque. Les 13e, 15e et 14e régiments de la division s’étirent du nord au sud. Les premiers renforts arrivent à Chinju vers le 12 août. Environ 2 000 Sud-Coréens non armés enrôlés dans la région de Séoul rejoint la division le 15 août. À Chinju, la 6e division leur remet des grenades et indique aux nouvelles recrues qu’elles vont devoir ramasser les armes des soldats tués et blessés sur le champ de bataille pour s’armer. Un autre groupe de 2 500 Sud-Coréens rejoint la 6e division le 21 août, ce qui porte la force de division à environ 8 500 hommes. Dans la dernière semaine d'août et la première semaine de septembre, 3 000 recrues supplémentaires enrôlées au sud-ouest de la Corée, rejoignent la division. La 6e division utilise ces dernières recrues d’abord pour des taches non combattantes et ne les utilisera comme soldat qu’en dernier recours. Dans le cadre des opérations nord-coréennes dans le sud, la 7e division nord-coréenne arrive également près de Masan avec 10 000 hommes. La 7e division est chargée d’occuper les principaux ports afin de protéger la 6e division contre d'éventuels débarquements amphibies sur ses arrières.

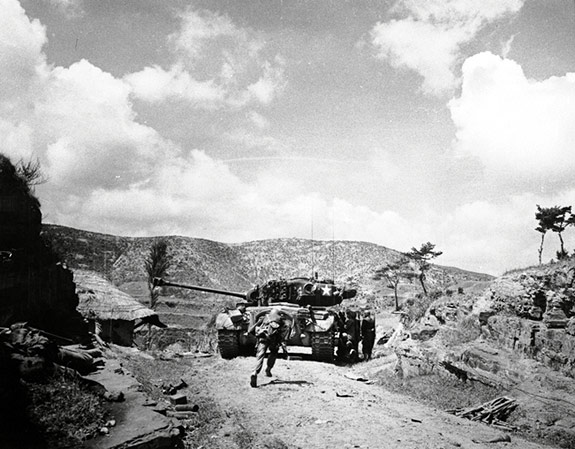
Un char M26 Pershing américain avance à l'ouest de Masan.

Le 31 août 1950, la 25e division tient un front de près de 48 km, depuis le pont de Namji-ri (en) sur le Naktong au Nord et qui se prolonge à l'ouest le long des collines au sud du fleuve en direction de la confluence de la Nam et du fleuve. Là, ligne plie au sud-ouest sur la rive sud de la Nam là où le massif montagneux Sobuk-San s'effile à son extrémité nord vers la rivière.Là, la ligne tourne vers le sud le long des reliefs vers Sibidang-san, traverse le col sur sa face sud par lequel passent le chemin de fer et l’autoroute Chinju-Masan, et continue vers le sud jusqu'à Battle Mountain et P'il-bong. Depuis P'il-bong la ligne s’oriente ensuite vers la route côtière du sud près de Chindong-ni. 
Le 35e régiment d'infanterie tient le Nord du front de la division soit 24 km, du pont de Namji-ri à l'autoroute Chinju-Masan. Le régiment est responsable de l'autoroute. Le point le plus faible et le plus vulnérable du régiment se situe dans l’écart de 4,8 km le long de la rivière Naktong entre la plus grande partie de la compagnie F à l'ouest et son 1er peloton à l'est. Ce peloton garde le pont à poutres en porte-à-faux en acier de Namji-ri sur l’extrême droite de la 25e division à la frontière avec la 2e division d'infanterie, qui est positionnée de l'autre côté du fleuve Naktong. Au sud de l'autoroute, le 24e régiment d'infanterie occupe les terrains élevés à l’ouest de Haman, y compris Battle Mountain et P'il-bong. Le 5e régiment du colonel John L. Throckmorton (en) tient l'éperon sud de Sobuk-san de la route côtière à Chindong-ni. Depuis Chindong-ni, des unités du corps des marines ROK protège la ligne sur la côte sud. Le poste de commandement de la 25e division de Kean est situé à Masan, le poste de commandement du 35e régiment d'infanterie 35e est sur le côté est de la route Chirwon-Chung-ni, le poste de commandement du 24e régiment d'infanterie est à Haman et le poste de commandement du colonel Throckmorton et du 5e régiment se situe à Chindong-ni. Le 31 août, la division souffre d'une pénurie de soldat, et un nombre limité de KATUSAs (troupes coréennes anglophones) sont amenés à reconstituer ses rangs.

### La grande offensive du Nakdong

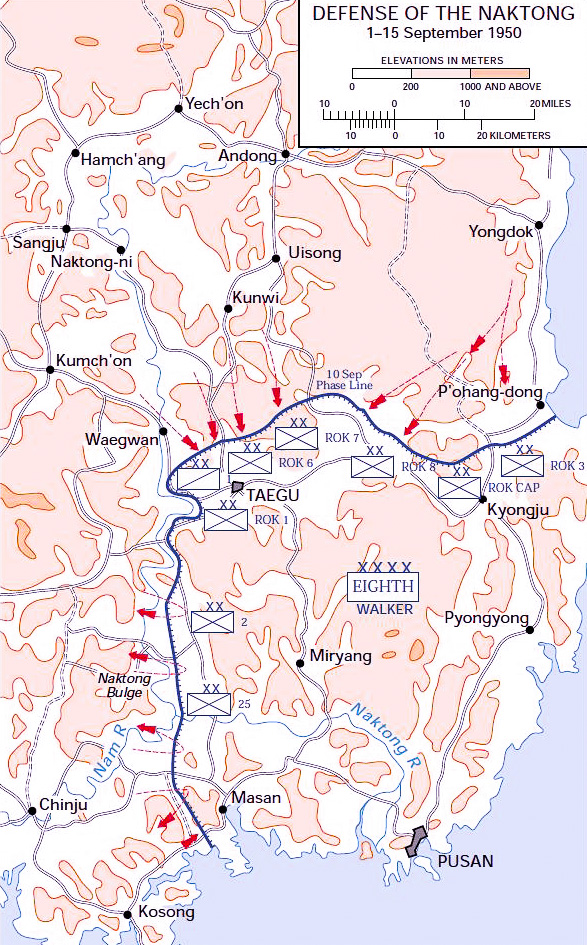
La carte de la ligne défensive de Périmètre Busan en septembre 1950. Masan se trouve au sud-ouest du périmètre.

Lors de la planification de la grande offensive, les commandants nord-coréens se rendent compte que toute tentative d'attaque par les flancs des forces de l'ONU est impossible de par l'appui de la marine américaine. Au lieu de cela, comme seul espoir de réussite, ils choisissent de frapper frontalement le périmètre afin de le réduire. Avertis par le renseignement soviétique, les Nord-Coréens sont conscients que les forces de l'ONU se renforcent le long du périmètre de Busan et qu'ils doivent mener une offensive rapidement, ou renoncer à la bataille. L’objectif secondaire est d’encercler Daegu et de détruire les unités américaines et sud-coréennes présentes dans la ville. À cette fin, les unités nord-coréennes prévoient d'abord de couper les lignes d'approvisionnement vers Daegu.
Le 20 août, le commandement nord-coréen distribue les ordres opérationnels à leurs unités subordonnées. Ces ordres appellent à une attaque simultanée contre les lignes de l'ONU sur cinq zones différentes afin de submerger les défenseurs de l'ONU et de permettre aux Nord-Coréens de percer les lignes et de repousser les forces de l'ONU sur au moins une des zones. Cinq groupes de combat sont constitués. L'attaque au sud-ouest du périmètre est menée par les 6e et 7e divisions qui doivent percer la 25e division d'infanterie américaine à Masan,.

## Bataille
Dans la partie sud du secteur défendu par la 25e division d’infanterie, le 1er corps nord coréen prévoit une forte attaque en coordination avec une attaque contre la 2e division américaine plus au nord. Les 6e et 7e divisions nord-coréennes reçoivent leurs ordres d'attaque le 20 août qui prévoient l’assaut contre les lignes américaines le 31 août à 22h00. La 6e division, la plus au sud sur le flanc droit, doit attaquer via Haman, Masan et Chinhae puis prendre Kumhae, sur la rive ouest du delta du Naktong à 24 km de Busan, avant le 3 septembre. La zone d’attaque de la division passe au sud de la route de Chinju à Komam-ni et Masan. La 7e division, située au nord de la 6e division, prévoit d'attaquer au nord de l'autoroute Masan, bifurquer vers le Naktong, et attendre la 6e division sur sa droite et la 9e division nord-coréenne sur sa gauche pour se joindre à ces dernières. Une partie de la 7e division est regroupée dans la région d’Uiryong à l’ouest de la rivière Nam. Ce plan oppose la 6e division d’infanterie nord-coréenne au 24e régiment d’infanterie américain et la 7e division nord-coréenne au 35e régiment américain. La 6e division a déjà engagé le 24e régiment d’infanterie à Battle Mountain pendant plusieurs semaines, sans résultats significatifs pour aucun des partis. Le commandant de la 25e division, le major général William B. Kean, conscient qu'une offensive est en cours de préparation, est inquiet des capacités du 24e d'infanterie et il commence à établir un rapport sur la performance du régiment pour déterminer comment améliorer ses capacités.

### L'attaque nord-coréenne

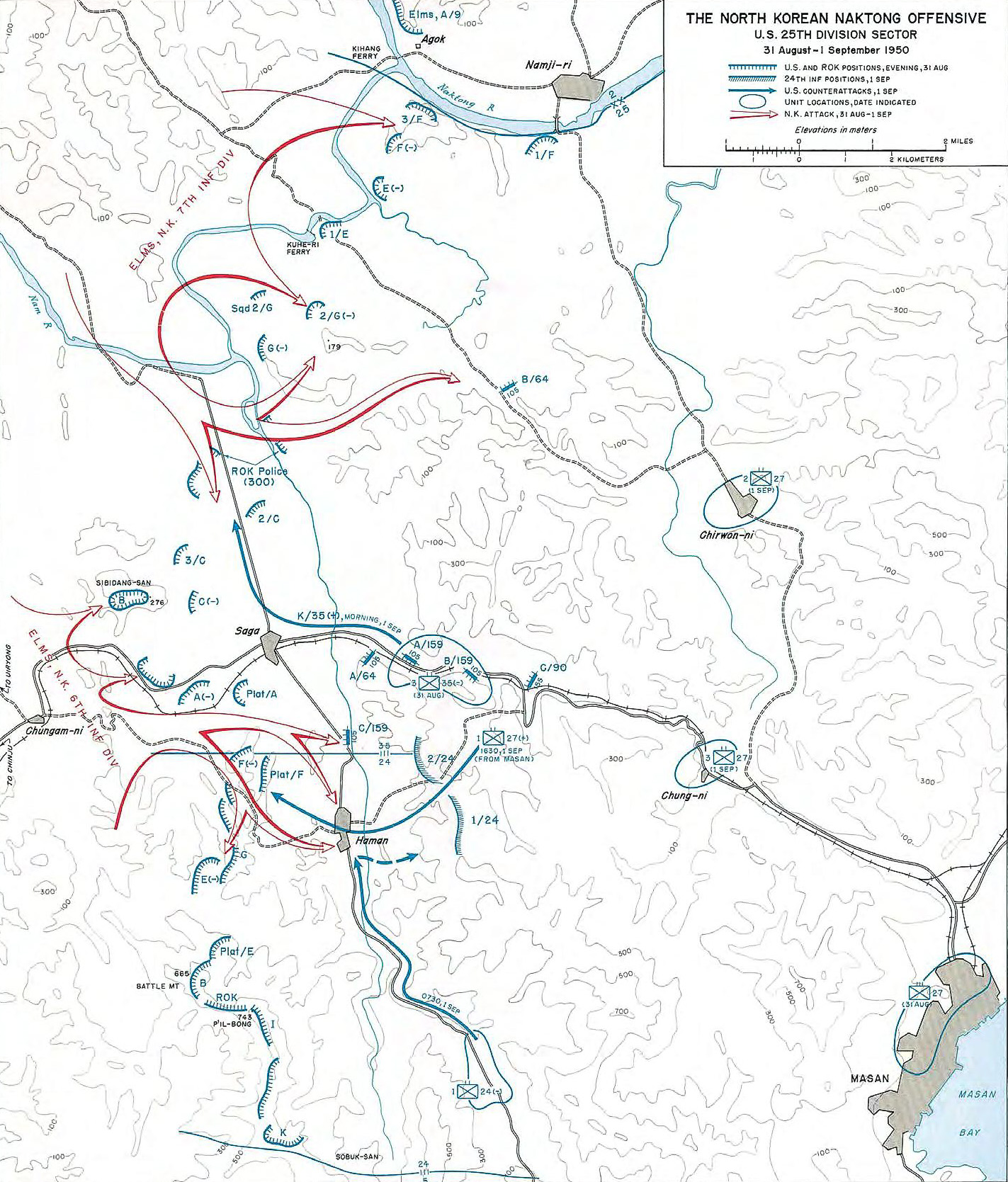
Carte du secteur de la 25e division lors de la bataille de Haman.

Au centre-gauche de la ligne de la 25e division, le 2e bataillon du 24e régiment du lieutenant-colonel Paul F. Roberts tient la crête de la seconde arête à l'ouest d'Haman à 1,6 km de la ville. Depuis Chungam-ni, sur le territoire nord-coréen, une route secondaire conduit à Haman le long des basses collines et à travers les rizières en passant à l'est et à 1,6 km au sud de la route principale Chinju - Masan. Elle passe par les positions du 2e bataillon du colonel Roberts via un col à 1,6 km à l'ouest d'Haman. À la fin de l'après-midi du 31 août, les observateurs de la compagnie G du 24e régiment d’infanterie, remarque une certaine activité à 1,6 km devant de leurs positions. Ils demandent une intervention aérienne qui frappe la zone au crépuscule. L'artillerie américaine effectue également une grande concentration de tir sur la zone, mais son effet demeure à ce stade inconnu. Toutes les unités américaines sur la ligne sont alertées d’une éventuelle attaque nord-coréenne.
Dans la soirée, les Nord-Coréens lancent leur offensive coordonnée contre l'ensemble des forces des Nations unies sur le périmètre. La 6e division nord-coréenne marche en premier et frappe la compagnie F sur le côté nord du col de la route Chungan-ni - Haman. Les troupes sud-coréennes présentes au nord du col quittent leurs positions et se replient sur la compagnie G au sud du col. Les Nord-Coréens récupèrent une arme sans recul de 75 mm dans le col et s’en servent contre les chars américains, mettant deux d'entre eux hors service. Ils envahissent ensuite une section de mortiers de 82 mm à l'extrémité est de la passe. Au sud de la passe, à l'aube, le premier-lieutenant Houston M. McMurray constate que seulement 15 des 69 hommes affectés à son peloton sont demeurés avec lui dans un mélange de troupes américaines et sud-coréennes. Les Nord-Coréens attaquent cette position à l'aube. Ils s’infiltrent au travers d’une brèche dans le périmètre de barbelés. Utilisant des grenades et balayant la zone à la mitrailleuse, les Nord-coréens envahissent rapidement la position. De nombreux officiers et sous-officiers ont tenté de contenir le repli de leurs soldats, mais beaucoup n’ont pas suivi les ordres. Dans un cas, les troupes sud-coréennes ont tué leur propre commandant de compagnie quand ce dernier a tenté de les empêcher de fuir.
Sur la ligne plus au sud, des chars T-34 nord-coréens frappent la compagnie E à minuit. Le lieutenant Charles Ellis, commandant de la compagnie, tente de rassembler ses hommes, mais ces derniers s'effondrent sous le feu ennemi, se repliant sans ordre. Pendant la nuit, la grande majorité des hommes de la compagnie E ont fui la colline à l'exception d'Ellis et de onze hommes. Plusieurs hommes de la compagnie E ont trouvé la mort en tentant de fuir à travers un champ de mines qu'ils avaient mis en place plutôt. Les hommes d’Ellis sont totalement immobilisés par les tirs nord-coréens après l’aube le 1er septembre. Trois ou quatre membres du groupe tentent tout de même de s’échapper, mais les tirs de mitrailleuses les tuent. Ellis et les hommes restants sont demeurés dans leurs tranchées sur la colline pendant deux jours, repoussant plusieurs attaques. Ellis finit par être en mesure de se replier au sud, jusqu'à la montagne et les positions du 3e bataillon. Lors de son retrait, Ellis découvre un homme qui avait été blessé plus tôt dans l’explosion d'une mine, et il est entré dans le champ de mines pour le sauver.

### L’effondrement de la24edivision
Peu de temps après le début de l'attaque nord-coréenne, la majeure partie du 2e bataillon du 24e régiment d'Infanterie fuit ses positions. Une compagnie à la fois, le bataillon est frappé par de fortes attaques tout le long de son front. Et à l'exception de quelques dizaines d'hommes dans chaque compagnie, chaque formation est rapidement mise en miettes et la plupart des soldats se replient vers Haman à l’encontre des ordres de leurs officiers. Les Nord-Coréens traversent rapidement les lignes américaines en ruine et envahissent le poste de commandement du 2e bataillon, tuant plusieurs hommes et détruisant une grande partie de l'équipement du bataillon. Avec la destruction de la majeure partie du 2e bataillon, Haman se retrouve ouverte aux attaques nord-coréennes. Alors que les Nord-Coréens commencent à encercler la ville, le lieutenant-colonel Paul F. Roberts, le commandant du 2e bataillon, ordonne à un officier de prendre les restes du bataillon et d'établir un barrage routier à la limite sud de la ville. Bien que l'officier donne l’ordre à un grand nombre d'hommes de l'accompagner, seuls huit le font effectivement. Le 2e bataillon n’est plus à ce moment une force de combat efficace. Même si des poches de ses soldats demeurent sur leurs positions et combattent farouchement, la majorité fuit devant l'attaque, et les Nord-Coréens peuvent manœuvrer devant une résistance inégale. Ils encerclent Haman alors que le 2e bataillon s'effondre dans le désarroi.

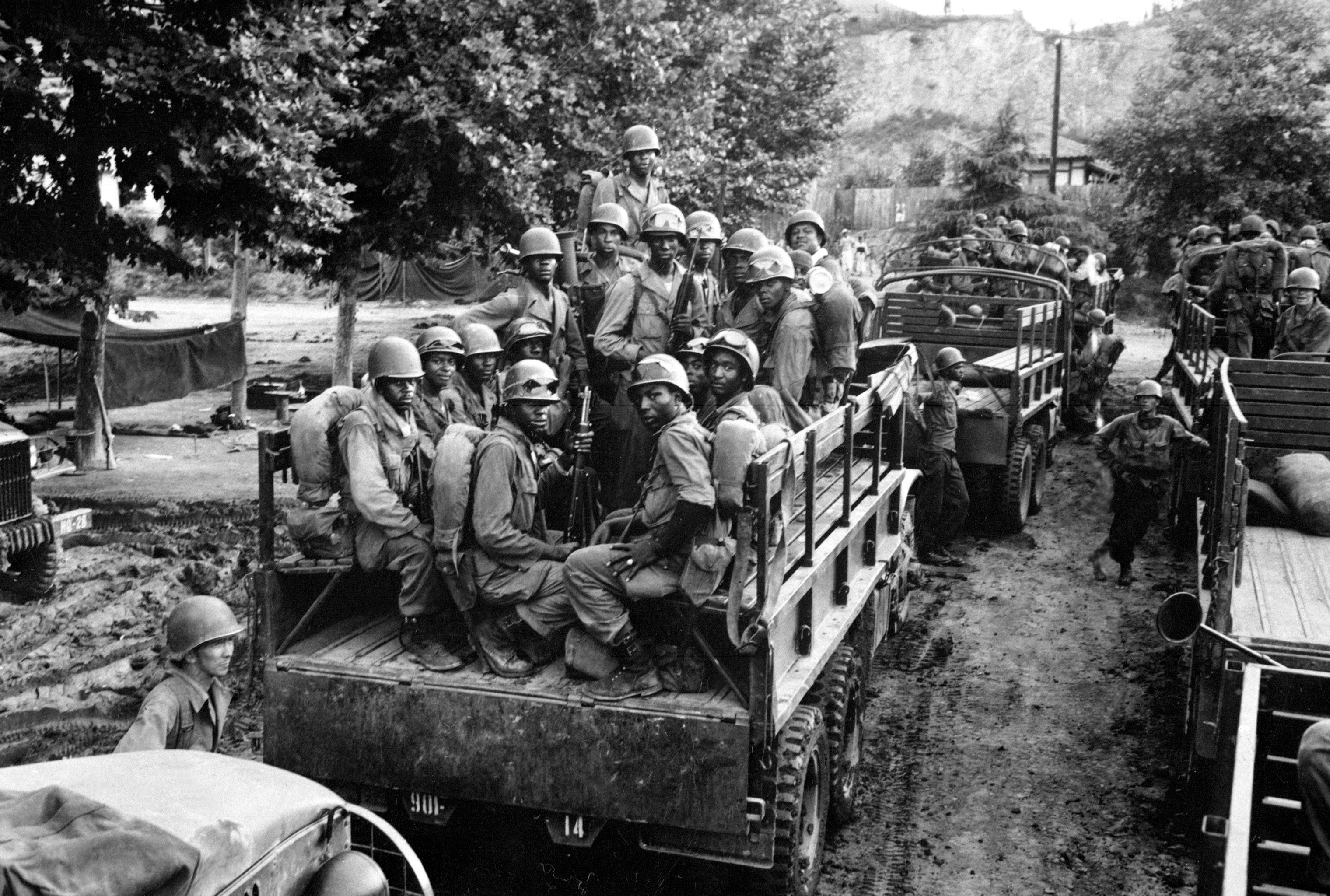
Les soldats du d'infanterie se rendent sur le champ de bataille de Masan.

Le commandant du 24e régiment, le colonel Arthur S. Champeny (en) déplace son poste de commandement de Haman à 3,2 km au nord-est dans un étroit défilé sur une route surnommée Engineer Road que les troupes du génie ont construit pour améliorer les communications. Au même moment, un groupe nord-coréen attaque la batterie C du 159e bataillon d’artillerie de campagne à 1,6 km de Haman. Deux chars du 88e bataillon de chars participent à la défense de la batterie jusqu'à ce que les artilleurs puissent emballer les obusiers et se replier vers l’Est et Haman en passant par Engineer Road. On ordonne aux troupes des 27e et 35 régiments d'infanterie de reformer leurs lignes pour compenser l’effondrement du 2e bataillon du 24e régiment. À ce moment, des commandants ont accusé les troupes afro-américaines d'être des soldats de qualité inférieure, mais les officiers ont affirmé par la suite que la mauvaise organisation des positions défensives, la sur-extension du bataillon déjà affaibli, et le recours aux troupes sud-coréennes peu fiables pour combler de nombreuses lacunes dans la ligne de défense ont été les principaux facteurs de la défaite rapide du 2e bataillon du 24e régiment.
L'assaut ne frappe pas la partie sud de la ligne tenue par le 3e bataillon, 24e régiment d'infanterie du lieutenant-colonel John Thomas Corley (en) et par le 5e régiment de Throckmorton. Cette partie de la ligne est cependant, touchée par des tirs d’artillerie, de mortier ainsi que par quelques attaques légères destinées à faire diversion. Vers 02 h 00 le 1er septembre, des hommes situés sur un avant-poste sur le flanc droit du bataillon de Corley remarquent environ 600 soldats nord-coréens à une distance de 100 m se dirigeant vers Haman. Observée de nuit depuis les hauteurs du 3e bataillon, Haman semble être en flammes. À l'aube, les hommes du bataillon voient environ 800 soldats nord-coréens entrer dans la ville. Quand l'attaque nord-coréenne a franchi les positions du 2e bataillon, Champeny a ordonné au 1er bataillon situé à environ 4,8 km au sud de Haman sur la route Chindong-ni de contre-attaquer et de rétablir la ligne. Roberts réussi à rassembler 40 hommes rescapés du 2e bataillon, afin de se joindre à cette contre-attaque qui démarre à 07h30. Mais au contact de l’ennemi, le 1er bataillon s’effondre et se replie vers l'arrière. Peu après l’aube, les hommes dispersés et désorganisés des 1er et 2e bataillons du 24e régiment d’infanterie ont fui vers les hauteurs à 3,2 km à l’est de Haman. Alors qu'ils tiennent la ville, la plus grande partie de deux régiments de la 6e division nord-coréenne s’engouffre dans la brèche de Haman.

### La percée nord-coréenne

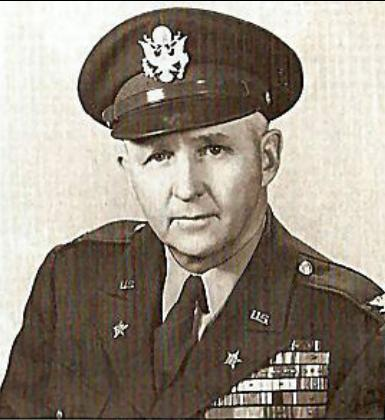
, commandement du.

Le commandant de la 25e division William B. Kean voit dans la percée nord-coréenne à Haman une menace sérieuse pour la ligne de sa division. À l'aube, le 1er septembre, Kean demande la permission à Walker d’engager la totalité du 27e régiment d'infanterie arrivé à Masan la veille et mis en réserve de la 8e armée. Walker rejette cette demande, mais place un bataillon du régiment sous les ordres de Kean. Kean dépêche immédiatement le 1er bataillon du 27e d'infanterie du lieutenant-colonel Gilbert J. Check depuis sa zone de rassemblement près de Masan vers Haman, pour être rattaché au 24e régiment d'infanterie. Le 1er peloton de la compagnie de mortiers lourds du 27e régiment ; un peloton de la compagnie B du 89e bataillon de chars ; et la batterie A du 8e bataillon d'artillerie de campagne renforcent le bataillon de Check. Check et son bataillon arrivent à 10h00 au poste de commandement du 24e régiment situé à 3,2 km à l'est de Haman.
Le chaos s’installe parmi les troupes de l’ONU. Un grand nombre de véhicules chargés de soldats fait route vers l'arrière de même que beaucoup de soldats à pied qui encombre la route. Champeny essaie en vain à plusieurs reprises d’arrêter le repli de ces hommes. Les quelques obus de mortier nord-coréens qui tombent parfois dans le voisinage ne font pas de véritable dommage, mais ils accroissent la panique et accélère le repli en désordre des troupes du 24e régiment et des troupes sud-coréennes. La route est tellement bouchée par les troupes en repli que Check doit retarder sa contre-attaque. Il est contraint d’attendre six heures en constatant qu’aucune des troupes des 1er et 2e bataillon se repliant ne peuvent former une véritable unité. La police militaire tente en vain de rassembler les troupes, mais ces dernières refusent, même à la pointe du fusil. À 16h00, le 2e bataillon du 24e d’infanterie ne peut rassembler à l'arrière du 27e d’infanterie que 150 à 200 hommes.
Dans l'intervalle, les Nord-Coréens souffrent de graves problèmes logistiques qui les empêchent de ravitailler efficacement leurs troupes avec des munitions, de la nourriture et des soins médicaux. Dans le même temps, des éléments de la division, y compris des milliers de personnes enrôlés de force en Corée du Sud sont de plus en plus difficiles à contrôler. La division a des difficultés à renforcer sa position à Haman.

### La contre-attaque de l'ONU
À 14h45 le 1er septembre, Kean ordonne une contre-attaque immédiate pour restaurer les positions du 24e d'infanterie. Pendant 30 minutes les avions e l’US Air Force, y compris des P-51 Mustang et P-80 Shooting Stars, frappent les positions nord-coréennes autour de Haman avec des bombes, du napalm, des roquettes, et des tirs de mitrailleuses. Ils frappent également les crêtes tenues par les nord-coréens autour de la ville. Ces frappes sont suivies de quinze minutes des tirs d'artillerie concentrés. Des incendies se propagent dans Haman. Les troupes de Check attaque à l'ouest à 16:30, renforcée par un peloton de chars de la compagnie A du 79e bataillon de chars. Huit chars, accompagnés d’infanterie, le fer de lance de l'attaque sur Haman, capture de la ville facilement, alors que la plupart des troupes nord-coréennes ont abandonné la cité. Les Nord-Coréens tiennent cependant avec vigueur la crête sur le côté ouest de la ville, et leurs tirs de mitrailleuse balaient toutes les approches. Le feu nord-coréen détruit un char et les troupes d'infanterie subissent de lourdes pertes. Mais le bataillon de Check presse l'attaque et à 18h25 il saisit le premier sommet à 500 mètres à l'ouest de Haman. À 20h00, la moitié des anciennes positions sur la plus haute crête à 1,6 km à l'ouest de Haman sont sécurisées. Situé à seulement 180 m du sommet de l’arête, l'infanterie se retranche pour la nuit. Elle a repris Haman et repousser les anciennes positions de la 24e.

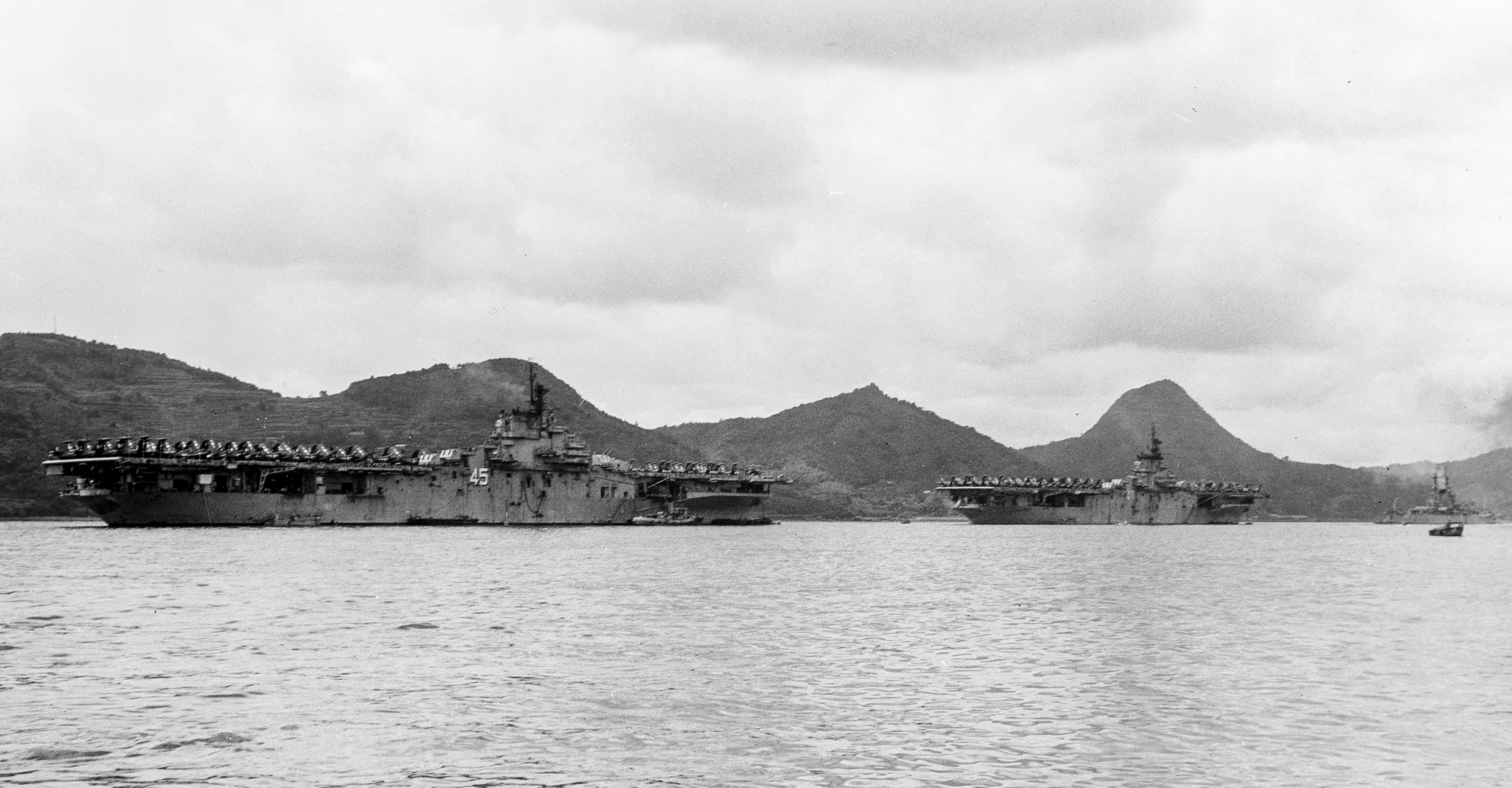
L'USS Valley Forge (CV-45), l'USS Philippine Sea (CV-47) et l'USS Rochester (CA-124) à Sasebo en août 1950.

À l'ouest d'Haman, les Nord-Coréens et les troupes américaines se font face toute la nuit sans nouveau combat, mais les Coréens du Nord continuent à lancer des fusées éclairantes sur les positions américaines. À l'arrière, les tirs de mortiers nord-coréens sur le poste de commandement du 24e régiment contraint Champeny à le déplacer encore plus loin vers l'arrière. Toute la journée le 2 septembre, les frappes aériennes harcèlent les Nord-Coréens et les empêchent de consolider leurs gains et de se réorganiser pour mener une autre attaque coordonnée. L’aéronavale participe aux frappes sur le champ de bataille de Masan avec ses avions depuis les porte-avions USS Valley Forge (CV-45) et USS Philippine Sea (CV-47) situé à 320 km de distance dans la mer Jaune. À 10h45, la 8e armée prévient Kean que le 27e d’infanterie devait être alerté d’un éventuel mouvement au nord dans le secteur de la 2e division d'infanterie américaine.
Dans la matinée, sous couvert d'un épais brouillard au sol, les Nord-Coréens frappent le bataillon de Check dans une contre-attaque. Un dure combat lourd s’engage et dure toute la matinée. Les frappes aériennes en utilisant du napalm incinèrent de nombreuses troupes nord-coréennes et aident l'infanterie à gagner la crête. À 12h00, le 1er bataillon, 27e d'infanterie, sécurise les anciennes positions du 2e bataillon, 24e d'infanterie, et reprend le même les trous que cette unité avait abandonné deux nuits auparavant. Lors de la journée du 2 septembre, l’US Air Force a effectué 135 sorties dans le secteur de la 25e division d'infanterie ce qui permet la destruction de nombreuses unités nord-coréennes, de plusieurs chars et pièces d'artillerie, et de trois villages contenant des dépôts de munitions.
Tôt le matin du 3 septembre, les Nord-Coréens attaquent lourdement les hommes de Check dans un effort pour reconquérir la crête. Cette attaque s'est heurtée à un barrage d'artillerie, de mortier, de tirs de chars, et à une frappe aérienne dirigée depuis le poste de commandement du bataillon. Une partie du bataillon américain doit se retourner et se battre pour protéger ses arrières. L’attaque est finalement repoussée et des centaines de coréens morts gisent autour de la position du bataillon. Un prisonnier nord-coréen estime que les 2 et 3 septembre, les quatre bataillons nord-coréens, qui ont combattu les hommes de Check, ont perdu 1 000 hommes. Le bataillon de Check tient la crête jusqu'au crépuscule du 4 septembre, quand le 1er bataillon et la compagnie F du 2e bataillon du 24e régiment qui a été réorganisé à l'arrière, le remplace. Le 1er bataillon du 27e régiment se replie sur une position défensive secondaire à 2,4 km à l'est de Haman. Champeny repositionne son poste de commandement à Haman au pied d'une colline à 300 mètres à l'ouest du centre de la ville.

### L'infiltration nord-coréenne

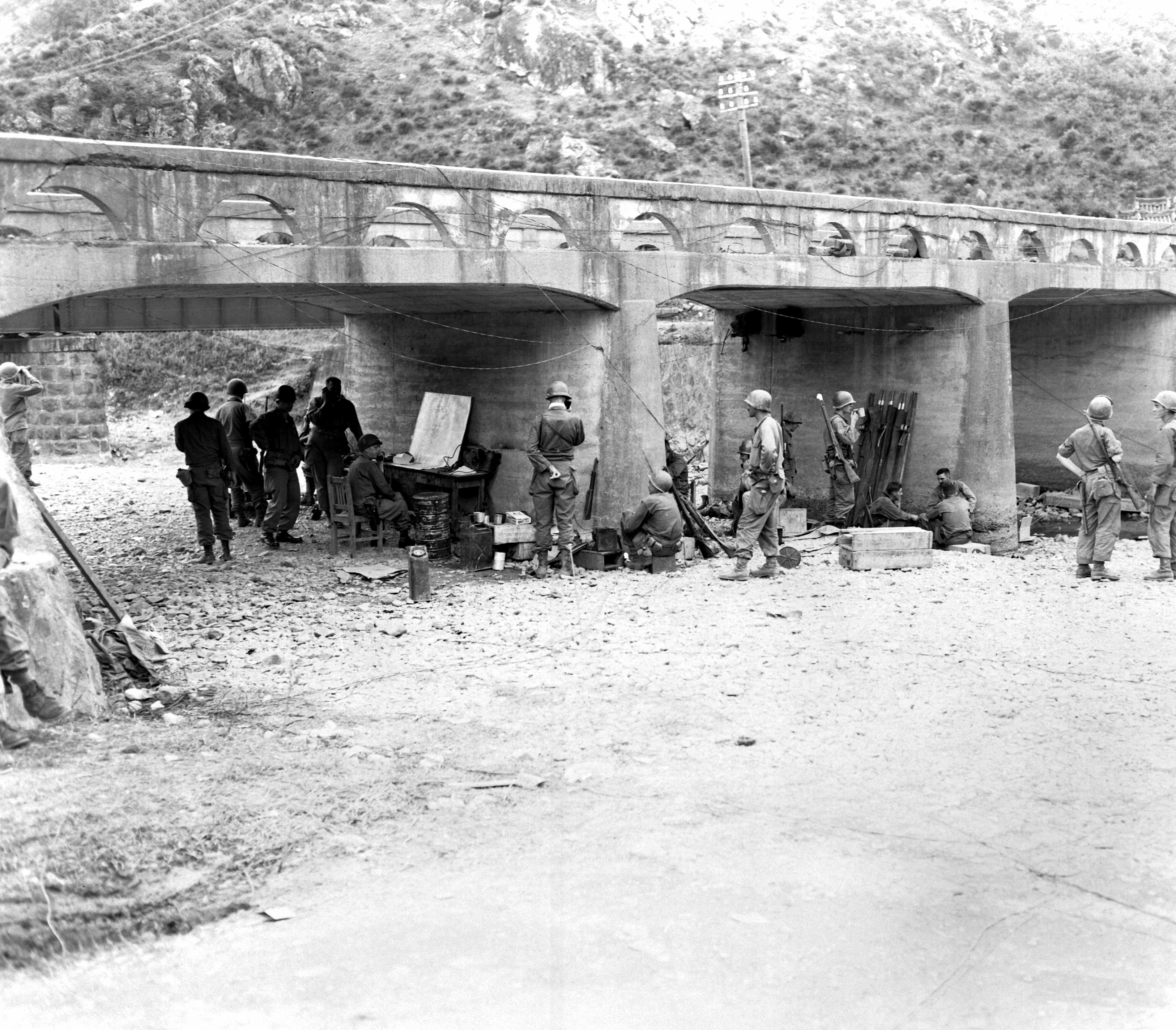
Le poste de commandement du d'infanterie américain situé sous un pont à proximité de Haman.

Avant l'aube, le 5 septembre, une force nord-coréenne de deux compagnies manœuvre contre Haman à nouveau. Une partie de cette force approche la colline à l'extrémité ouest d'Haman, où la compagnie H est posté pour garantir la sécurité du poste de commandement du 24e régiment situé à sa base. La plupart des hommes de la compagnie H désertent alors leur poste sans tirer un coup de feu, abandonnant deux mitrailleuses. Les Nord-Coréens capturent ces armes et ouvrent le feu sur le poste de commandement du régiment. Un petit groupe de Nord-Coréens réussit à s’infiltrer dans Haman à moins de 100 m du poste de commandement, mais le Peloton I&R les chassent dans un combat à la grenade.
Environ 20 soldats nord-coréens réussissent également à s'approcher suffisamment près et sans être repéré du poste de commandement du 1er bataillon, 24e d'infanterie situé à l'ouest d'Haman pour ouvrir le feu et lancer des grenades. Environ 45 soldats du groupe de commandement du bataillon et 20 recrues sud-coréens sont là en position à ce moment. Les Nord-Coréens sont chassés à l'aube, mais le major Eugene J. Carson, commandant en second du bataillon, découvre qu'il ne dispose plus que de 30 hommes dont 7 blessés. En regardant en bas de la colline, Carson aperçoit  environ 40 hommes sortir des rizières et rejoindre un tank sur une position de barrage. Ces hommes ont déclaré au régiment qu'ils avaient été chassés de la colline. Trois tanks près du poste de commandement contribuent par la suite à nettoyer la ville des Nord-Coréens.
Au moment de cette infiltration, un officier blanc et 35 à 40 soldats afro-américains quittent leur position sur à un barrage routier au sud de Haman et fui vers l'arrière jusqu'à ce qu'ils atteignent 2,4 km plus loin le poste de commandement du 1er bataillon du 27e d’infanterie de Check. Là, à 05h00 cet officier affirme que 2.000 Nord-Coréens ont envahi sa position et d'autres près de Haman, y compris le poste de commandement du 24e régiment. Check rapporte cette histoire à Kean, puis envoie un peloton de chars avec un peloton d'infanterie vers Haman pour savoir ce qui est arrivé. En attendant, certains de ses officiers, arrêtent environ 220 soldats se repliant à l'arrière. Check ordonne à ces hommes de suivre la patrouille et de retourner à Haman. Certains d'entre eux n’ont accepte de le faire que sous la menace d’être exécuté. La colonne de chars de tête entre dans Haman sans opposition retrouve le poste de commandement du 24e régiment intact et calme. Le lendemain, le 6 septembre, un sniper blesse grièvement Champney alors que ce dernier inspecte  ses postes de première ligne à l'ouest de Haman. Champney est  évacué immédiatement. Le commandant du 3e bataillon, Corley prend la tête du 24e régiment.
Corley effectue des changements radicaux à la direction du régiment, dans l'espoir d'améliorer sa performance de combat. Il améliore la discipline en recourant à des sections plus strictes et notamment la menace de la cour martiale, mais cela a aussi un effet négatif sur le moral du régiment. Il initie alors un journal pour l'unité qu’il nomme par la suite Aigle Forward ; ce qui permet aux soldats et les dirigeants de l'unité de s’exprimer et d’améliorer le moral. Voulant construire un sentiment de fierté dans l'unité, il cherche à mettre l'accent sur la dureté des batailles que le régiment a traversées, et fait notamment grand bruit de la victoire à la bataille de Yecheon en minimisant les autres défaites et contre-performances.
Après l’échec de l'infiltration nord-coréenne le 7 septembre, l'attaque nord-coréenne sur Haman est au point mort. Les Nord-Coréens, en proie à des problèmes de logistique et de main-d'œuvre, préfère axer davantage leurs attaques contre les positions du 24e d'infanterie sur Battle Mountain, ainsi que contre les positions 35e d'infanterie sur la rivière Nam. Les troupes d'infanterie du 24e à Haman ne subissent plus que quelques attaques sporadiques jusqu'au 18 septembre.

### Le retrait nord-coréen

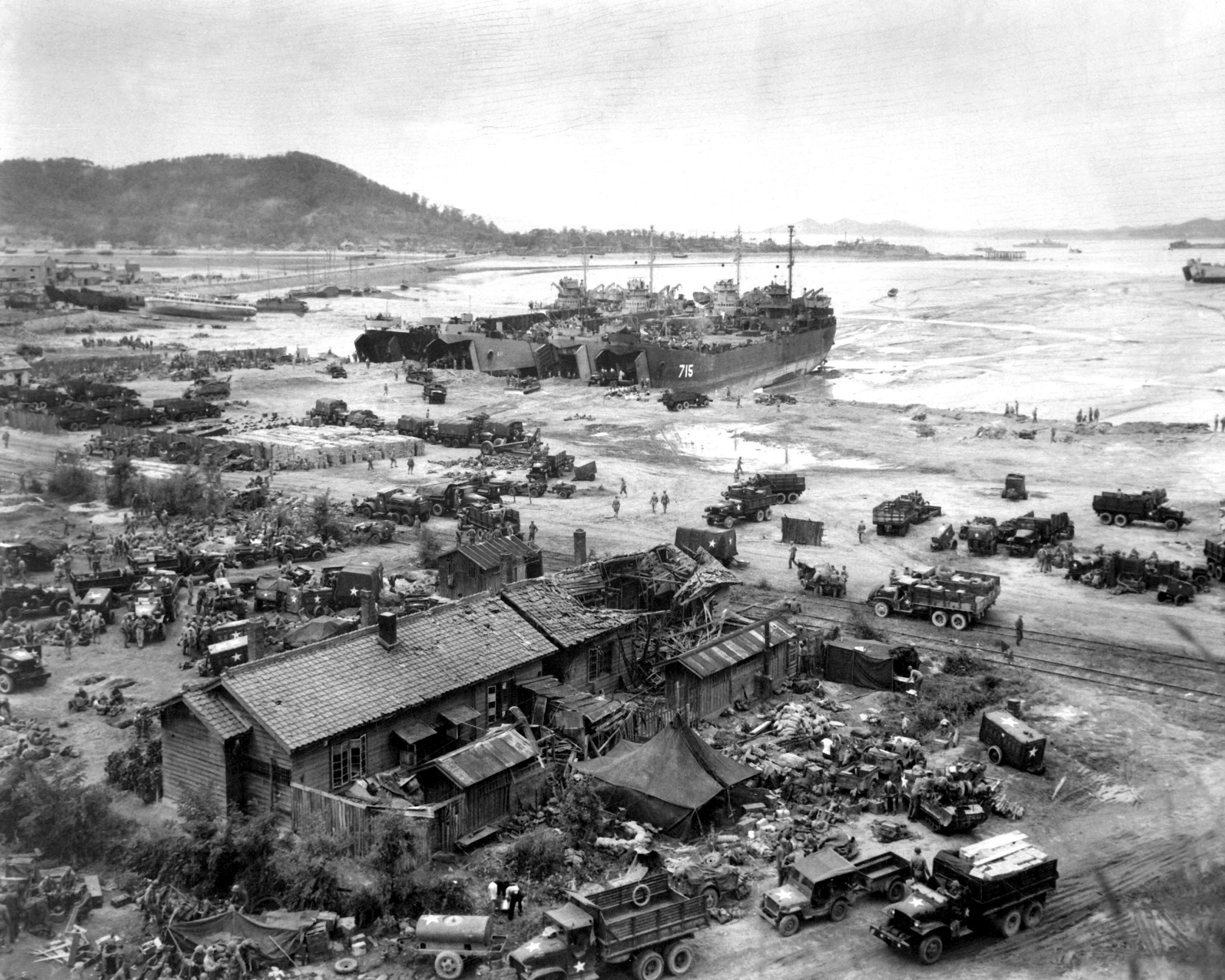
Le débarquement d'Incheon, le 15 septembre 1950.

La contre-attaque de l'ONU à Incheon fait s'effondrer la ligne nord-coréenne, coupe toutes leurs principales voies d'approvisionnement et de renforcement et contraint les Nord-Coréens au repli sur tous les fronts. Le 16 septembre, cependant, la 25e division d'infanterie se bat encore contre les forces nord-coréennes derrière ses lignes et des poches de résistance nord-coréennes se maintiennent sur les hauteurs de Battle Mountain, P'il-bong, et Sobuk-san. Kean  estime que la division ne peut avancer le long des routes vers Chinju si le centre montagneux de la ligne de la division n’est pas nettoyé. Il estime donc que la clé de l'avance de la 25e division se trouve sur son centre où les Nord-Coréens tiennent les hauteurs et continuent d’attaquer chaque jour le 24e régiment d'infanterie. Le 27e régiment d’infanterie sur la gauche et le 35e sur la droite, à cheval sur les routes entre Chinju et Masan, tiennent leurs positions et ne peuvent pas avancer tant que la situation en face du 24e régiment ne s’améliore pas.
Le 19 septembre, les troupes de l'ONU découvrent que les Nord-Coréens ont abandonné Battle Mountain au cours de la nuit. Le 1er bataillon, 24e d'infanterie manœuvre alors pour occuper les anciennes positions nord-coréennes. À droite, le 35e d'infanterie commence à aller de l'avant. Il n'y a qu'une faible résistance jusqu'à ce qu'il atteigne les hauteurs en face de Chungam-ni où se sont cachés des soldats nord-coréens dans des trous d'araignée (en) afin de tirer à revers sur les soldats du 1er bataillon situés à l'arrière. Le lendemain, le 1er bataillon prend Chungam-ni, et le 2e bataillon capture la ligne de crête qui court depuis le nord-ouest jusqu’à la rivière Nam. Pendant ce temps, les Nord-Coréens résistent toujours ardemment à gauche de la division où le 27e d'infanterie doit lourdement combattre en tentant d'avancer.
Les Nord-Coréens se retirent de la zone Masan dans la nuit du 18 au 19 septembre. La 7e division nord-coréenne se retire depuis le sud de la rivière Nam tandis que la 6e division laisse des éléments pour couvrir l'ensemble du front. Couverte par la 6e division, la 7e division franchit la rive nord de la rivière Nam le matin du 19 septembre, puis la 6e division se retire de ses positions sur Sobuk-san. Les unités américaines se lancent rapidement à leur poursuite vers le nord en passant sur les positions de Battle Mountain, qui ne sont plus d'importance stratégique.

## Conséquences
Le 24e régiment d’infanterie dénombre 267 tués, 796 blessés, dont un capturé et deux disparus pendant son temps sur le périmètre de Pusan, dont 450 blessés et 150 tués à Battle Mountain. Le 8e bataillon d'artillerie de campagne, soutenant le 24e d’'infanterie  subit 18 tués et 26 blessés, tandis que le79e  bataillon de chars, également en soutien, subi deux morts et 20 blessés.
Les troupes nord-coréennes ont beaucoup souffert dans la lutte pour Masan subissant un grand nombre de victimes. À la mi-septembre, la 7e division est réduite à seulement 4 000 hommes ; elle a perdu  6 000 sur le périmètre de Busan. Seulement 2 000 hommes de la 6e division sont finalement retournés en Corée du Nord, soit une perte de 80 pour cent de sa force. Jusqu'à 3 000 soldats ont été capturés alors qu'ils tentent de retourner en Corée du Nord. La force d'attaque de plus de 20 000 hommes est réduite à seulement 6 000 à la fin des combats autour de Masan. Il est cependant presque impossible de calculer combien d'hommes ont été perdus dans chacun des différents engagements dans la zone et notamment à Haman.
La désertion est un problème pour le 24e régiment ; la 25e division d'infanterie compte 116 déserteurs issus du  24e régiment au cours du mois d’août, comparativement aux 15 du 27e régiment et aux 12 du 35e.  À la fin, août, Kean commence à étudier le comportement de l'unité, y compris sa piètre performance à la bataille de Sangju quelques semaines plus tôt, et il pense que ses performances affectent d'autres unités de la division,. Après les performances du 24e régiment lors des batailles de Battle Mountain et Haman, Kean suggère à Walker de dissoudre le régiment et d’utiliser ses troupes pour remplacer d'autres unités aux combats. Pratiquement tous les hommes et les officiers du régiment sont en faveur de cette idée, mais Walker refuse, avec le sentiment qu'il ne peut pas se permettre de perdre un régiment. Même avec le renforcement des autres unités, il ne pense pas pouvoir étendre ses dernières pour couvrir l'ensemble du front.